# 賴利托 (亞利桑那州)
賴利托（英語：Rillito）是位於美國亞利桑那州皮馬縣的一個人口普查指定地區。根據2010年美國人口普查，該地共人口500人，而該地的面積約為0.21平方千米。

## 地理
賴利托的座標為32°24′53″N 111°09′22″W / 32.41472°N 111.15611°W，而該地最高點為海拔高度619米（即2030英尺）。